# 노아 와일리
노아 와일리(Noah Wyle, 1971년 6월 4일 ~ )은 미국의 배우이다. 《ER》의 의사 존 카터(John Carter) 역과 《폴링스카이》의 톰 메이슨(Tom Mason) 역할로 널리 알려져 있다.

## 출연 작품
- 《ER》 (1994년 ~ 2009년)
- 《폴링스카이》(Falling Skies, 2011~2015년)
- 《월드 트레져 - 운명의 창을 찾아서》(The Librarian: Quest for the Spear, 2004년)
- 《화이트 올랜더》(White Oleander, 2002년)
- 《이너프》(Enough, 2002년)
- 《도니 다코》(Donnie Darko, 2001년)
- 《실리콘 밸리의 신화》(Pirates of Silicon Valley, 1999년)
- 《사랑의 이름으로》(The Myth of Fingerprints, 1997년)
- 《스윙 키즈》(Swing Kids, 1993년)
- 《실리콘 밸리의 신화》 (Pirates Of Silicon Valley, 1999년)
- 《어 퓨 굿 맨》(A Few Good Men, 1992년)